# كورنيليا أنكن
كورنيليا أنكن (بالألمانية: Cornelia Anken) Cornelia Anken (ولدت في فرانكفورت الواقعة على نهر الماين في أكتوبر 1967) هي قصاصة وروائية ألمانية. كتبت الرواية البوليسية والقصة القصيرة.

## حياتها
نشأت كورنيليا أنكن في مدينة فرانكفورت الواقعة على نهر الماين. وبعد أن أتمت الثانوية في مدرسة بيتينا Bettinaschule, التحقت بجامعة يوهان فولفجانج جوته (بالألمانية: Johann Wolfgang Goethe-Universität), حيث درست علوم اللغة الألمانية وآدابها وعلم الشعوب البدائية وكذلك علم الآثار, وما زالت كورنيليا أنكن تعمل في هذه الجامعة حتى اليوم.
وتعمل كورنيليا مترجمة ومؤلفة لكتب متخصصة, وقد اشتركت في مسابقة Journal Frankfurt في عام 2000, وحصلت على الجائزة الأولى.
وفي عام 2001 ظهرت روايتها ألعاب الحمقى Narrenspiele, وبعدها نشرت العديد من كتاباتها في سلسلة Tatorte Hessen «مكان الحوادث هسن», التي ظهرت في معرض الكتاب في فرانكفورت. وكورنيليا أنكن عضو في مجموعة كتاب الأدب البوليسي بالألمانية, وهي عضو أيضا في منظمة Sisters in Crime.

## أعمالها
1. ألعاب الحمقى 2001
2. مكان الحوادث هسن 2004